# 춘장공
춘장공(春長公)은 제25대 풍월주이다.

## 생애
춘장은 염장공의 셋째 아들이다. 춘장공의 성품은 너그럽고 어질고 덕을 좋아했으며, 윗사람을 반드는 데 지성으로 하고 자기 뜻대로 일을 하지 않았다. 천광공(天光公)의 누이 천봉낭주(天鳳娘主)를 아내로 맞아 화주(花主)로 삼았다. 낭정(郎政)은 한결같이 천광(天光)의 명에 의거하여 행했고, 천광공의 명으로 찰두(察斗)를 대도두(大都頭)로 삼았고 만덕을 대노두(大老頭)로 삼았으므로, 가야파의 세력이 점차 다시 창성하게 되었다. 부제(副弟) 진공(眞功)은 천광공의 애첩 진수(眞凁)의 아우이다.
춘장공은 낭정을 진공과 찰두에게 맡기고, 매일 낭주와 더불어 술을 마시며 세월을 보냈다. 낭주가 말하기를 “나의 형 천광공이 풍월주로 있을 때는 아침부터 밤까지 바빴는데, 낭군이 풍월주가 되고는 낮에도 일이 없으니 무슨 까닭입니까?”했다. 공이 웃으며 “바쁘다면 자체가 바쁜 것이고, 한가하다면 자체가 한가한 것이지, 어찌 추호의 가감이 있겠소?” 했다. 그러나 공은 집에서는 근검으로 자제를 훈계했다. 늘 낭주와 더불어 낭두의 처와 딸들을 독려하여 정포(征袍)를 만들어 출정한 낭도들에게 보냈다. 몰래 서울과 시골(都鄙)로 다니며 가난하고 고달픈 사람을 구휼했다. 인망이 크게 돌아왔다.
춘장공이 풍월주로 6년간 있다가 진공에게 물려주고 창부로 들어갔다고 나왔으며, 이후 장군이 되어 백제 정벌과 고구려 정벌에 참여하였고, 나당전쟁 때도 참여한 공으로 대아찬 관등을 받았다. 이후 678년에 천광공의 뒤를 이어 집사부 시중으로 역임하다가 이듬해 1월에 병으로 사임하였다.
예원공의 딸인 온희(溫喜)는 춘장공(春長公)에게 시집갔고, 성희(星喜)는 원수공(元帥公)에게 시집갔고, 우희(雨喜)는 마차공(摩次公)에게 시집갔다.
예원공과 우야공주 사이에서 태어난 온희는 춘장공에게 시집을 갔다.

## 가족 관계

### 선대
- 조부 : 천주공(天柱公)
- 조모 : 지도부인 박씨(知道夫人 朴氏)
  - 아버지 : 제17대 풍월주 염장공
- 외조부 : 제11대 풍월주 하종공
- 외조모 : 은륜공주 김씨(銀輪公主 金氏)
  - 어머니 : 하희낭주(夏姬娘主)

### 부인과 후손
- 부인 : 천봉낭주 김씨(天鳳娘主 金氏)
- 정인 : 온희(溫喜) - 제20대 풍월주 예원공의 딸
- 첩 : 양시(良時) - 제22대 풍월주 김양도(양도공)의 딸

| 전임 천광공 | 제25대 풍월주 | 후임 진공 |